# Epepeotes diversus
Epepeotes diversus là một loài bọ cánh cứng trong họ Cerambycidae.